# Hyperodapedon
Hyperodapedon es un género extinto de reptiles rincosaurios del período Triásico Superior (Carniense).

## Descubrimiento

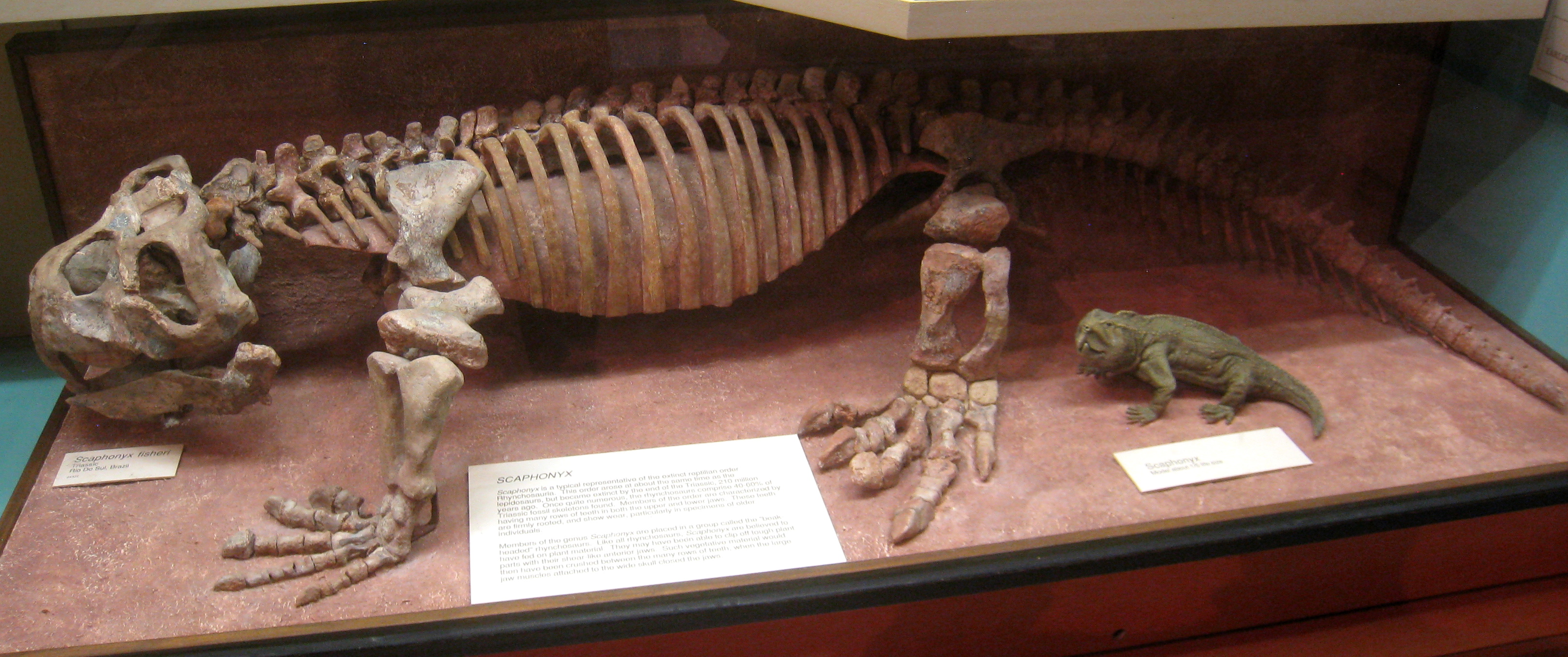
Hyperodapedon (Scaphonyx)

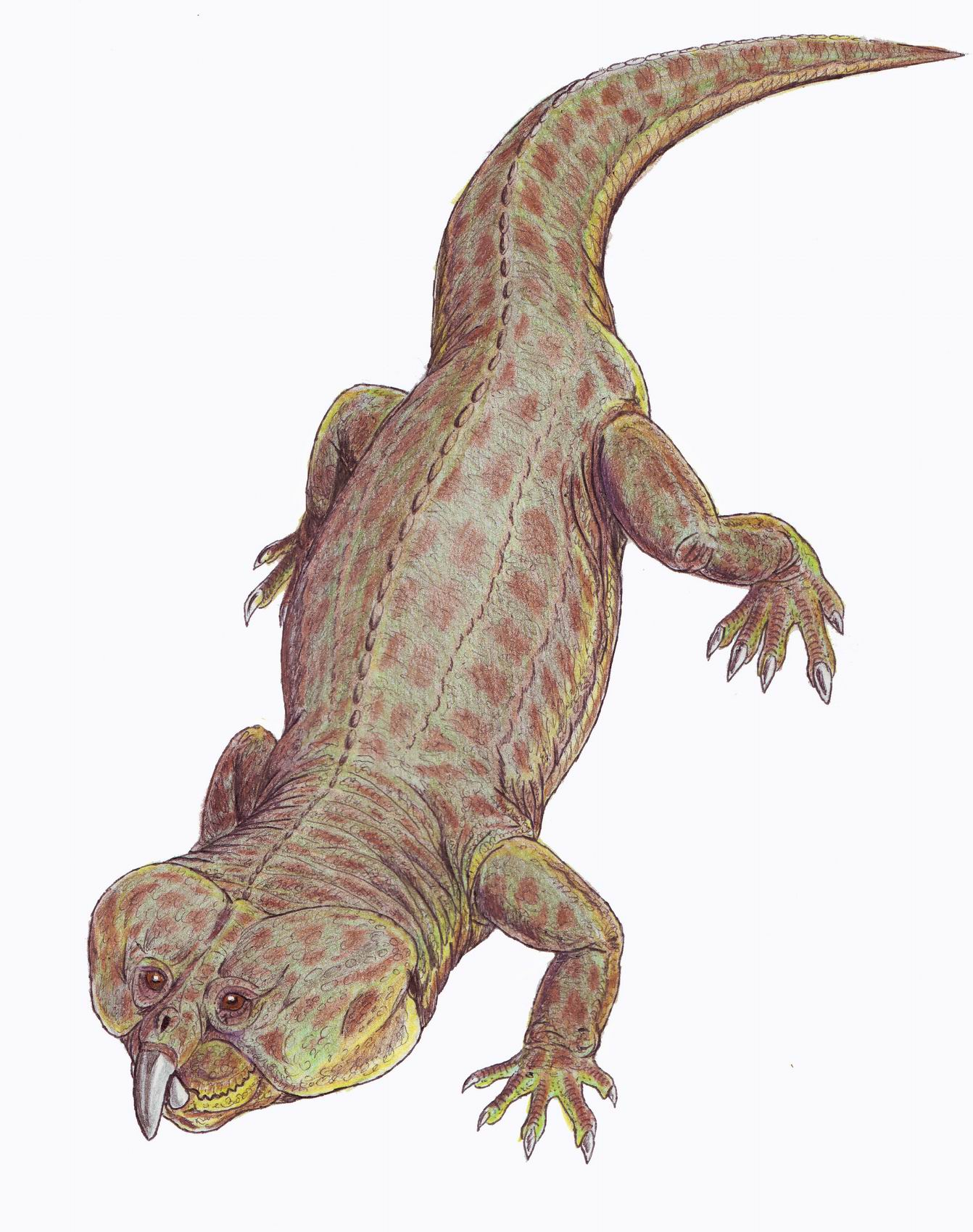
Hyperodapedon huxleyi (=Paradapedon)

La especie tipo de “Scaphonyx” (nombre que significa garra canoa), S. fischeri se pensó alguna vez que era un dinosaurio; ahora se sabe que se basaba en material dudoso de un espécimen de Hyperodapedon, haciendo que el conocido “Scaphonyx” sea un sinónimo más moderno inválido. El nombre Paradapedon fue erigido para la especie india H. huxleyi (Lydekker, 1881). Michael Benton en 1983 concluyó que este rincosaurio debería ser considerado como una especie de Hyperodapedon.
Hyperodapedon se conoce de varias especies y se ha encontrado en muchas áreas del mundo, debido a que eran continentes que estaban ensamblados en el supercontinente Pangea durante en el período Triásico; así, se han identificado fósiles de varias especies en Sudamérica, Rusia, Europa, y la India, aparte de posibles hallazgos en Canadá y Estados Unidos. Era presa de muchos depredadores, como Saurosuchus y Prestosuchus.

## Descripción
Hyperodapedon era un animal de constitución pesada y robusta, que medía cerca de 1.3 metros de longitud. Aparte de su pico, tenía varias filas de dientes a cada lado de la mandíbula superior, y una única fila a cada lado de la mandíbula inferior, creando una poderosa acción masticatoria cuando comía. Se cree que era un herbívoro, alimentándose principalmente de los llamados "helechos con semilla", y se extinguió cuando estas plantas desaparecieron al final del Triásico.

## Filogenia
Langer y Schultz (2000) definieron a Hyperodapedon como un taxón basado en raíces que incluye a todos los rincosaurios más cercanos a Hyperodapedon gordoni que a "Scaphonyx" sulcognathus (ahora denominado Teyumbaita). Cladograma según el estudio de Langer y Schultz en 2000:
|  | H. mariensis                                              |
|  |                                                           |
|  | H. sanjuanensis                                           |
|  |                                                           |
|  | \| \| H. gordoni \| \| \| \| \| \| H. huxleyi \| \| \| \| |
|  |                                                           |
|  | H. gordoni                                                |
|  |                                                           |
|  | H. huxleyi                                                |
|  |                                                           |

|  | H. gordoni |
|  |            |
|  | H. huxleyi |
|  |            |

|  | H. mariensis                                              |
|  |                                                           |
|  | H. sanjuanensis                                           |
|  |                                                           |
|  | \| \| H. gordoni \| \| \| \| \| \| H. huxleyi \| \| \| \| |
|  |                                                           |
|  | H. gordoni                                                |
|  |                                                           |
|  | H. huxleyi                                                |
|  |                                                           |

|  | H. gordoni |
|  |            |
|  | H. huxleyi |
|  |            |

|  | H. mariensis                                              |
|  |                                                           |
|  | H. sanjuanensis                                           |
|  |                                                           |
|  | \| \| H. gordoni \| \| \| \| \| \| H. huxleyi \| \| \| \| |
|  |                                                           |
|  | H. gordoni                                                |
|  |                                                           |
|  | H. huxleyi                                                |
|  |                                                           |

|  | H. gordoni |
|  |            |
|  | H. huxleyi |
|  |            |

|  | H. mariensis                                              |
|  |                                                           |
|  | H. sanjuanensis                                           |
|  |                                                           |
|  | \| \| H. gordoni \| \| \| \| \| \| H. huxleyi \| \| \| \| |
|  |                                                           |
|  | H. gordoni                                                |
|  |                                                           |
|  | H. huxleyi                                                |
|  |                                                           |

|  | H. gordoni |
|  |            |
|  | H. huxleyi |
|  |            |